# Иль-д’Экс (Приморская Шаранта)
Иль-д’Экс (фр. Île-d’Aix) — коммуна во Франции, находится в регионе Пуату — Шаранта. Департамент коммуны — Шаранта Приморская. Входит в состав кантона Рошфор-Север. Округ коммуны — Рошфор.
Код INSEE коммуны — 17004.

## Население
Население коммуны на 2010 год составляло 232 человека.
| 1962 | 1968 | 1975 | 1982 | 1990 | 1999 | 2010 |
| ---- | ---- | ---- | ---- | ---- | ---- | ---- |
| 226  | 207  | 207  | 173  | 199  | 186  | 232  |